# Malin Matsdotter
Malin Matsdotter ou Mattsdotter, également connu sous le nom de Rumparé-Malin (née en 1613 et morte le 5 août 1676) est une prétendue sorcière suédoise d'origine finlandaise. Elle est une des nombreuses victimes de la chasse aux sorcières de Suède appelée Det Stora Oväsendet (Le grand tumulte) entre 1668 et 1676. Elle est une des rares personnes en Suède à avoir été exécutée sur le bûcher pour sorcellerie. Avant cette période d'hystérie collective, peu de personnes ont été accusées de sorcellerie en Suède, mais, pendant ces huit années, environ 280 personnes, hommes et femmes, sont exécutées pour sorcellerie. L'exécution de Malin Matsdotter marque la fin de cette folie.

## Biographie

### La famille
Malin Matsdotter est originaire d'une région de langue suédoise qui semble être l'Ostrobotnie. Son vrai nom est donc probablement Maalin Matsintytär. Elle s'installe à Stockholm vers l'âge de vingt ans. Au moment de son procès, elle déclare au tribunal qu'elle a appris ses prières en finnois. Elle épouse Erik Nilsson (né dans le Småland, vers 1638) qui travaille dans la fabrication de clous et fils métalliques. Erik Nilsson est veuf et a eu six enfants, dont deux ont survécu. De ce mariage naissent quinze enfants dont seules deux filles, Anna Eriksdotter et Maria Eriksdotter parviennent à l'âge adulte,.

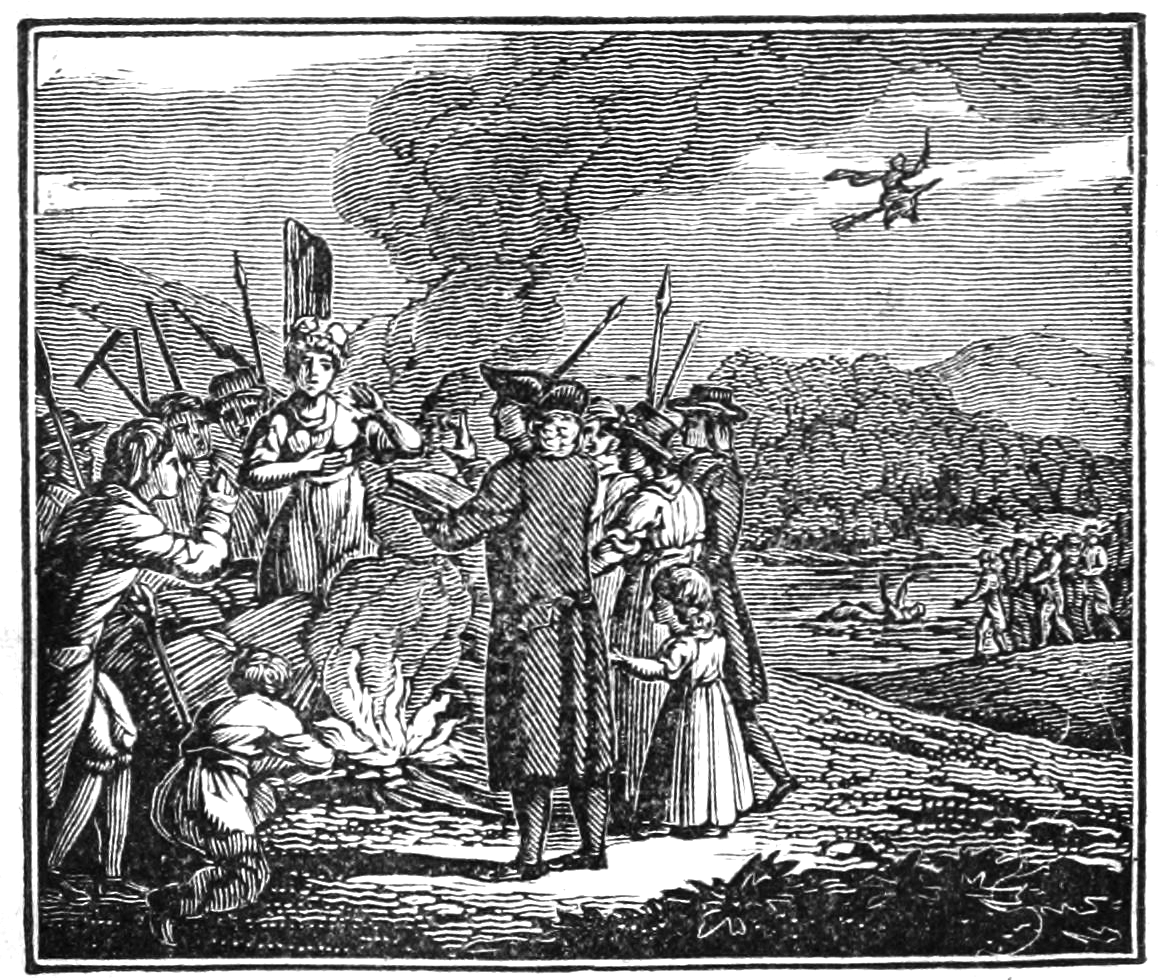
Sorcière au bûcher. Illustration du XIXe siècle

En 1668, Erik Nilsson est condamné à mort et décapité pour avoir eu des relations sexuelles avec une vache. Il a été dénoncé par leur fille Anna, 13 ans, après une fugue avec sa sœur, pour échapper aux coups de leurs parents. Pendant les violences, Anna aurait dit à son père : « Dieu sait que maman frappe, et tu frappes, et je ne resterai plus silencieuse, un tel péché tu as commis, tout le temps debout sur une chaise au-dessus de notre vache noire comme un coq sur une poule,. »
Malin Matsdotter se remarie en 1669-1670 avec Anders Arendtsson et vit à Mariaberget, à Stockholm. Ce deuxième mari décède avant le  procès. Les deux filles de Malin Matsdotter travaillent comme domestiques afin de subvenir à leurs besoins, en raison des querelles entre les époux.  On sait très peu de choses sur Malin Matsdotter, en dehors de ce qui a été rapporté lors de son procès. Sa profession est inconnue; elle a été engagée comme sage-femme par Anna Zippel (également accusée de sorcellerie) mais on ne sait pas si c'est sa profession habituelle et elle n'est pas mentionnée comme telle dans les rapports judiciaires. D'après certaines sources elle gère aussi un sauna public. Bien que décrite comme pauvre, elle possède la maison où elle vit,.
La relation de Malin Matdotter avec ses filles n'est pas très bonne. Elle déclare que ses filles mènent une vie frivole, l'ont toujours volée et lui ont menti. Ses filles, de leur côté, disent avoir été brimées et obligées de quitter la maison pour travailler comme domestiques en raison des relations difficiles avec leur beau-père. D'après elles, Malin Matsdotter est aussi en conflit avec ses voisins, est paresseuse et jure beaucoup. Elle ne correspond certes pas à l'idéal féminin de l'époque : indulgente, attentionnée, aimante et harmonieuse. Ces conflits et ressentiments peuvent avoir contribué aux accusations portées contre elle.
Dans les archives judiciaires, Malin Matsdotter est désignée par le sobriquet « Rumparé Malin » ; le sens de « Rumpare » est inconnu, mais il est similaire au terme « Rumpoxe », un terme péjoratif de l'époque utilisé pour désigner les personnes stupides et sans talent,.
Sa connaissance du christianisme est relativement pauvre. Interrogée à plusieurs reprises sur les prières, croyances et autres doctrines du christianisme par le tribunal, il lui est difficile de se souvenir et réciter lui causent des difficultés. Il est possible que ces difficultés proviennent des faibles compétences de Malin Matsdotter en suédois. Par ailleurs, elle n'a pas vraiment su réciter les prières en finnois non plus, disant avoir oublié depuis le long temps passé loin de sa région d'origine.
Le rapport du sous-comité décrit Malin Matsdotter comme étant en mauvaise santé, qu'elle marche penchée, traîne les pieds et sent mauvais. Elle-même se plaint au tribunal d'avoir été malade toute l'année depuis la Saint-Olaf et de ne pas pouvoir se tenir debout correctement parce que ses jambes sont tellement enflées.

### La chasse aux sorcières en Suède
La grande chasse aux sorcières commence à Älvdalen à l'été 1668, avec le procès de Märet Jonsdotter, accusée de sorcellerie par Gertrud Svensdotter. De là, elle s'étend progressivement à d'autres parties du centre et du nord de la Suède et enfin à Stockholm à l'été 1674 où la frénésie atteint son apogée avec les procès de sorcières de Torsåker en 1675. Elle conduit à l'exécution d'environ 280 personnes, accusées d'avoir enlevé des enfants et souvent jugées sur base de témoignages d'enfants. En Suède, les procès de sorcières sont concentrés, non pas sur la sorcellerie en tant que telle, mais sur la croyance que les sorcières enlèvent les enfants pour le Sabbat des sorcières de Blockula, une prairie légendaire où le diable tient sa cour terrestre,.

### Le procès
En juillet 1676, Malin Matsdotter est dénoncée par sa fille de dix-neuf ans, Maria Eriksdotter, pour avoir enlevé ses enfants, donc les propres petits-enfants de Malin Matsdotter, lors du sabbat des sorcières de Satan à Blockula.

Le rapport indique :
« La vraie fille de Rumpare Malin, Maria Eriksdotter âgée de dix-neuf ans, a été interpelée et a avoué qu'elle avait été enlevée [ . . . ] Le soir de Pâques dernier, sa mère lui aurait dit : Ma fille, veux-tu me suivre et nous ferons quelqu'un de toi [...] par la suite elle a commencé à l'emmener tous les soirs [à Blockula] [...] la deuxième fois [elle s'est rendue à Blockula] sur un homme. A déclaré que sa mère a toujours eu un langage grossier, jurait et utilisait des mots laids, en particulier durant les grands jours saints »
Malin Matsdotter est interrogée au tribunal et invitée à avouer la vérité si elle veut échapper à Satan et devenir une enfant de Dieu. Elle est minutieusement interrogée sur ses connaissances chrétiennes. Lorsqu'on lui demande de lire le Credo, elle répond qu'elle ne sait pas lire et connaît à peine le Notre Père. Lorsque le tribunal lui demande de se mettre à genoux et de répéter la prière Béni sois-tu Jésus, elle n'y parvient qu''après la onzième tentative.  Elle ne connait pas les prières par cœur, et a du mal à les répéter lorsqu'on les lui lit, ce qui démontre ses difficultés avec la langue suédoise. Le tribunal note qu'elle hésite d'une manière « agaçante » car elle répète les prières mot pour mot. L'illettrisme est rare dans le Stockholm du XVIIe siècle : depuis l'ordonnance de l'Église suédoise de 1571, chaque citoyen, sans distinction de classe ou de sexe, est tenu par la loi de savoir lire, afin de pouvoir lire la Bible.
Il n'y a aucune mention dans le procès-verbal de l'usage de la torture contre Malin Matsdotter et ses filles, mais cela ne signifie pas que cela ne s'est pas produit. De toute façon, les dures conditions de détention suffisent à briser les détenus et les détenues. Il n'est pas rare qu'ils et elles soient enchaînées dans leurs cellules, et, apparemment, les conditions de détention de ceux et celles qui ont plaidé coupable sont meilleures que celles des suspects qui refusent de plaider coupable.
Dans son témoignage, Maria Eriksdotter affirme que Malin Matsdotter l'a emmenée avec plusieurs autres enfants à Blockula la nuit. Elle ajoute que Den Elake (Satan) est présent au tribunal, sous la forme d'une longue silhouette noire et ornée de cornes, à côté de la mère pendant le procès, qu'il tient sa jupe et lui chuchote à l'oreille pour l'empêcher d'avouer. Le diable disparaît lorsque, à la demande du tribunal, Malin Matsdotter récite une prière.
Matthias Wallendorph, 10 ans, et Margreta Jöransdotter, 7 ans, témoignent tous deux avoir été enlevés par Malin Matsdotter à Blockula, et, comme Maria Eriksdottir, déclarent voir Satan au tribunal, se tenant derrière l'accusée. Gertrud Mattsdotter témoigne que Malin a enlevé ses enfants pour Satan 16 fois avant de les perdre dans un match contre une autre femme accusée de sorcellerie, Anna Simonsdotter Hack, appelée Tysk-Annika (Annika l'allemande), et que Malin les a enlevé eux 14 fois pendant qu'elle était en prison. Les enfants de Gertrud Mattsdotter déclarent qu'ils ont été battus par Malin Matsdotter pour les empêcher de témoigner. La fille aînée de Malin Matsdotter, Anna Eriksdotter, confirme que leur mère les a emmenées à Satan mais, lorsqu'elle déclare avoir elle-même commencé à enlever des enfants, elle est placée en état d'arrestation, elle aussi.
Lorsque le tribunal demande à Maria Eriksdotter si elle essaie de faire exécuter sa mère afin d'hériter de sa maison, celle-ci nie.
Malin Matsdotter déclare que si elle a déjà emmené quelqu'un à Blockula, ce qu'elle nie, elle l'aurait appris de Anna Zippel pour qui elle a travaillé et qui a déjà été exécutée pour sorcellerie.
Le tribunal est convaincu de la culpabilité de Malin Matsdotter par le témoignage de ses propres filles combiné à son manque de connaissances religieuses et à sa difficulté à lire les prières. Elle commente le témoignage de ses filles : « Mon Dieu, qu'elles y aillent [à Blockula] pour toujours » et déclare que cela ne la dérange pas de mourir quand ses propres filles ont témoigné contre elle. Ses filles sont à nouveau interrogées et maintiennent leurs témoignages. Malin Matsdotter aussi maintient ses dénégations, ce qui est souvent considéré comme un signe que le Diable aide la sorcière à résister aux interrogatoires. Elle accuse ses filles de mener une mauvaise vie et, lorsque le tribunal lui demande de préciser, elle répond avec un  langage si ordurier que sa réponse n'a pas été transcrite dans les rapports d'audience, car il était « offensant pour des oreilles décentes ».

### La condamnation
Le 16 juillet 1676, Malin Matsdotter est jugée coupable et condamnée à être exécutée. Le mode d'exécution fait l'objet d'un débat au sein de la Commission royale de sorcellerie, qui doit trancher entre trois possibilités : l'exécution coutumière par décapitation suivie de la crémation publique du corps, la même peine avec torture préalable ou le bûcher. La dernière option obtient le vote majoritaire. Les commissaires Ivar et Noreus motivent leur vote par l'effet dissuasif qu'une telle méthode aurait sur le public et ses complices alors que le médecin commissaire Urban Hjärn suggère qu'elle soit torturée au fer chaud avant l'exécution, pour la rendre inconsciente et incapable de sentir la douleur, sa mort serait autrement trop cruelle, mais la suggestion a été rejetée au prétexte que l'honneur de Dieu doit passer avant la douleur personnelle de la condamnée. On propose aussi qu'elle porte un sac de poudre à canon autour de son cou pour accélérer sa mort ou encore de lui laisser un dernière chance d'avouer, auquel cas, elle serait décapitée avant d'être brûlée.

#### Une peine sévère
La méthode d'exécution rend le cas de Malin Matsdotter unique en Suède. Sur les 280 personnes exécutées lors de la grande chasse aux sorcières suédoise de 1668-1676, elle est la seule connue à avoir été brûlée vive. L'exécution habituelle dans les condamnations à mort pour sorcellerie se fait par décapitation suivie de la crémation publique du cadavre. On sait que le bûcher n'a été que très peu utilisé en Suède pour des condamnés encore en vie. Malin Matsdotter est la dernière personne à mourir sur le bûcher à Stockholm, et l'avant-dernière en Suède. Précédemment, Anna Lärka a été condamnée au bûcher mais la peine a été commuée parce qu'elle a fini par avouer.
L'un des commissaires, Olof Austrel, secrétaire de la Chancellerie de la Couronne, dans un rapport séparé sur le cas de Malin, expose les raisons de cette lourde peine. La Commission considère Malin Matsdotter comme une pêcheresse, particulièrement mauvaise et digne de la peine de mort. La Commission trouve aggravant le fait qu'elle ait emmené ses propres filles à Blockula. Son mode de vie impie, ses jurons, les relations conflictuelles avec les membres de la famille et les voisins ont également eu un effet négatif.
Une autre raison de cette peine particulièrement sévère pourrait résider dans son origine finlandaise, la différence de langue étant un élément de distanciation. Marko Lamberg rapporte que Malin Matdotter, comme d'autres finlandais condamnés durant cette chasse aux sorcières, ont eu des peines plus sévères et pense que cela peut être dû à leur réputation qu'ils ont en Suède à cette époque de pratiquer la magie. Le lien entre magie et sorcellerie est en effet souvent ambigu.
Dans sa thèse, Johanna Niemelä estime que la famille et le mode de vie atypiques de Malin Matsdotter, une vieille femme mal informée, grossière et controversée, en marge de la société, ont joué en sa défaveur. Elle ne se conforme pas aux idéaux de l'époque d'un sujet décent, humble, harmonieux et craignant Dieu. Et jusque sur le bûcher, elle refuse de plier.

### L'exécution
L'exécution de Malin Matsdotter a lieu sur la place Hötorget à Stockholm le 5 août 1676. Elle devait être exécutée aux côtés d'Anna « Annika » Simonsdotter Hack, dite « Tysk-Annika », également accusée et condamnée à mort sur le témoignage de ses propres enfants, mais par décapitation et crémation ensuite. Le contraste entre le comportement des deux condamnées a été noté. Anna Simonsdotter est décrite comme pleine d'humilité et de respect et s'est comportée de façon appropriée, « par ses remords, par ses psaumes et en tombant à genoux et levant la tête et les mains vers le ciel, elle a confirmé la justice dans le verdict et la justice dans le monde ». Selon des témoins contemporains, Malin Matsdotter s'est comportée avec beaucoup de dignité et de courage lors de son exécution. Lorsqu'on lui demande de prendre la main de sa fille pour faire la paix avec elle avant la mort, elle refuse. Elle « ne semblait pas trop craindre la mort, montant courageusement le bûcher » et même le rapport officiel d'exécution note qu'elle « était très dure ». Elle parle calmement avec le bourreau, «  lui permettant de l'attacher avec du fer par les mains et les pieds »  et le sac de poudre est placé autour de son cou pour hâter la mort. Elle répond « hardiment » aux prêtres, la tête haute lorsqu'ils la supplient de reconnaître son péché, en réaffirmant son innocence. Ce qui, selon Andreas Hellerstedt, signifie aussi probablement que Malin Matsdotter a refusé de chanter ou de prier et de garder son regard et ses pensées dirigés vers le ciel (c'est-à-dire Dieu). Lorsque sa fille crie et lui demande d'admettre ses crimes, « Malin Matsdotter a livré sa fille aux mains du diable et l'a maudite pour l'éternité ». La fille en question doit être Maria Eriksdotter, car Anna Eriksdotter est elle-même en état d'arrestation à l'époque,.
Malin a répondu « hardiment » aux prêtres impliqués dans l'exécution, ce qui, selon Andreas Hellerstedt, signifiait aussi probablement que Malin a refusé de chanter ou de prier et de garder son regard et ses pensées dirigés vers le ciel (c'est-à-dire Dieu). Il n'a pas non plus accepté de prendre la main de sa fille Mary et de se réconcilier avec elle.170 Une telle conduite de la part du bourreau était apparemment très inhabituelle. Du point de vue du scribe qui a enregistré l'exécution, Malin avait le cœur dur (hårdh), ce qui, selon Hellerstedt, était considéré comme une indication qu'il s'était endurci par magie. Le fait que Malin n'ait pas pleuré a également été considéré comme une indication de cette

« Mais même si tout cela était à la fois horrible et pathétique à regarder, ceux qui ont subi la mort n'ont pas versé une larme mais ont défendu leur affirmation d'innocence avec un courage exceptionnel. »

La tradition prétend que Malin Matsdotter n'a pas crié mais est morte en silence, conformément à l'opinion de l'époque selon laquelle les sorcières ne ressentent aucune douleur.
L'exécution de Malin Matsdotter peut également être considérée comme faisant partie d'une culture européenne plus large des exécutions publiques. Les exécutions publiques peuvent être considérées non seulement comme un spectacle, mais aussi comme l'un des moyens les plus importants pour la couronne de rendre visible son pouvoir, affirmer sa domination et inculquer aux sujets les idéaux d'obéissance et d'uniformité. On pense que la peur d'une punition sévère réduit la criminalité. Par exemple, au XVIIe siècle en Angleterre et en Europe centrale, le condamné doit prononcer un discours avant son exécution dans lequel il avoue sa culpabilité et montre des remords, participant de cette façon à la légitimation du pouvoir. Habituellement, les exécutions publiques sont suivies par un large public. En Suède, cependant, elles ne sont pas particulièrement courantes.

### Conséquences
Plus tard à l'automne, certains des dénonciateurs et témoins commencent à se rétracter, y compris les filles de Malin Mattsdotter.  L'exécution de la condamnation à mort d'Annika Eriksdotter est suspendue, Maria Eriksdotter est de nouveau arrêtée pour interrogatoire. Elles et d'autres  disent avoir été obligées par les témoins principaux de faire de fausses déclarations, notamment par la plus influente des accusatrices, Lisbet Carlinty. Dix-sept témoins enfants et adolescents admettent s'être parjurés. Les accusées sont libérées et les tribunaux poursuivent alors les témoins pour parjure, prononçant des condamnations à mort ou à des châtiments corporels. Annika et Maria Eriksdotter, ainsi qu'un certain nombre d'autres propagateurs de fausses rumeurs, sont condamnées à être fouettées sur plusieurs places de la ville, aux travaux forcés dans une salle disciplinaire, puis expulsées de la ville. Les principaux parjures, le Gävlepojken (en), Lisbeth Carlsdotter (sv), Annika Hinrichzdotter et Agnis Eskilsdotter, sont exécutées le 20 décembre 1676,.
Le procès-verbal et le rapport final du tribunal spécial indiquent que les juges ne voulaient pas assumer la responsabilité des meurtres qu'ils avaient commis. Urban Hjärne déclare dans son rapport qu'il était évident dès le début que les enfants mentaient, mais il n'explique pas pourquoi lui et ses collègues juges ne s'en sont pas rendu compte plus tôt. Donc tout le blâme est rejeté sur les jeunes et les femmes. Et Malin est présentée au roi comme une femme désagréable et méchante, dont la mort n'est pas une grande perte pour le royaume.
L'exécution de Malin Matsdotter marque la fin de la chasse aux sorcières de 1668-1676 en Suède. Certains des juges de la Commission, notamment Urban Hjärne et Eric Noraeus, commencent à exprimer leur scepticisme envers les témoignages d'enfants et mettent au point une technique d'interrogatoire différente en leur demandant de répéter leurs témoignages plutôt que de simplement confirmer le premier témoignage.  Ces changements ont lieu surtout depuis que les témoignages d'enfants commencent à accuser des personnes des classes supérieures, telles que l'épouse du capitaine Margareta Staffansdotter Remmer et Maria Sofia De la Gardie.
En 1677, tous les prêtres du pays reçoivent l'ordre de proclamer dans leurs églises que les sorcières sont désormais expulsées du pays pour toujours, afin d'éviter de nouveaux procès en sorcellerie. Cela met fin à la grande chasse aux sorcières suédoise. Bien qu'il y ait eu des accusations après cela, peu de personnes ont été exécutées pour sorcellerie après l'année 1676. La dernière exécution pour sorcellerie a eu lieu 1704 quand Anna Eriksdotter a été décapitée.
Au moins Annika Eriksdotter est encore en vie à l'automne 1679, selon les documents comptables relatifs au pénitencier. Après cela, il n'y a aucune mention précise de l'une ou l'autre sœur.

## Héritage
Malin Matsdotter est le modèle du roman Djävulens Märke de Magnus Nordin et apparaît dans Elsa de Gustaf Björling,.
Elle est un personnage central de la série de livres pour enfants Jakten på Jack de Martin Olczak .
En 2014, une exposition sur les crimes passés et leur punition se tient au Stockholm City Museum, le bâtiment où Malin Matsdotter a été condamné à mort.
Un documentaire télévisé en cinq parties Häxornas tid (le temps des sorcières), basé sur le livre de Jan Guillou Häxornas försvare (2002) est diffusé pour la première fois sur la télévision suédoise TV4 en 2005-2006.